# ビートたけしのD-1グランプリ
ビートたけしのD-1グランプリ（ビートたけしのディーワングランプリ）は、1997年秋 - 1998年冬にテレビ朝日系で放送されたどっきりバラエティのお笑い特別番組であり、ビートたけしの冠番組である。

## 概要
ビートたけしと中居正広が司会を務めるドッキリ仕掛けのバラエティ番組である。内容は、いたずら仕掛けのエントリー作品。

## 番組タイトル・放送日
- 第1回 - 祝ベネチア映画祭大賞・ビートたけしのD-1グランプリ!全世界を笑わせてやる宣言!!（1997年9月24日 水曜日・19:00 - 20:54）
- 第2回 - 都民文化栄誉賞記念!?・ビートたけしのD-1グランプリ!全世界を笑わせてやる宣言II!!（1998年4月9日 木曜日・19:00 - 20:54）
- 最終回 - 史上最強ドッキリ企画・ビートたけしのD-1グランプリDX 全世界を笑わせてやる宣言III!!（1998年12月16日 水曜日・19:00 - 20:54）

## 出演者

### 司会
- ビートたけし
- 中居正広（当時SMAP）
- 下平さやか（テレビ朝日アナウンサー）- 進行

### ゲスト審査員
1997年9月24日放送分
- 志村けん
- 東野幸治
- ダンカン
- 山田まりや

1998年4月9日放送分
- 志村けん
- 東野幸治
- 山本陽子
- ガダルカナル・タカ
- 佐藤康恵

1998年12月16日放送分
- 加藤茶
- 東野幸治
- ダンカン
- パイレーツ
- 新山千春

### レポーター
- 浅草キッド

### ナレーター
- 木村匡也

### VTRゲスト
1997年9月24日放送分
- 田中直樹
- 福井敏雄
- 松尾伴内
- 草彅剛
- 水野晴郎
- 韮澤潤一郎
- 浅見千代子

1998年4月9日放送分
- 高木ブー
- ココリコ
- 井手らっきょ
- 水野晴郎
- ガッツ石松
- なべやかん
- 草彅剛
- 香取慎吾

1998年12月16日放送分
- ガッツ石松
- 鈴木その子
- ココリコ
- 草彅剛
- 賀来千香子
- 髙嶋政宏
- 斉藤陽子
- 高木ブー
- ジョーダンズ

## ドッキリ仕掛けの内容

### 1997年9月24日放送分
- スピード
- 湯の抜け姫
- スーパーシャドウ
- その男モーホーにつき
- モーホーリターンズ
- この夏いちばん静かな病院
- 失楽便
- 宇宙人遭遇
- プリティウーマン
- HANA-BIその後

### 1998年4月9日放送分
- スピードPART2
- 見切れ大作戦
- グアム追い抜き結婚式大作戦
- 恐怖!大回転マッサージ機
- HANA-BIその後のその後

### 1998年12月16日放送分
- 志村けんVS高木ブー睡眠大実験
- ガッツ石松VS宇宙人
- ココリコアクロバット大決行

## 一夜限りの復活
- 2009年1月31日放送のテレビ朝日開局50周年記念『50時間テレビ SMAP☆がんばりますっ!!』内にて10年1ヶ月ぶりに復活し、たけしは出演せず司会は中居のみ担当した。その為タイトルから『ビートたけしの』は外して企画を行った。当日は『草彅剛ドッキリ企画』が放送され、ロゴについても『復活D-1グランプリ』としてまったく同じ形のものが再現された。

## スタッフ
- 構成：おちまさと、中野俊成、渡辺哲夫、堀田延、堀江利幸、すずきB、桜井慎一
- スタジオ技術
  - SW：本郷勝則
  - CAM：栗林克夫（第1回）、外川真一（第2回）
  - 音声：中本清
  - VE：宮越直幸（第1回）、佐野雅彦（第2回）
  - VTR：西澤康永（第1回）、小松淳（第2回）
  - 照明：江口義信（第1回）、菅原佑（第2回）
- ロケ技術：パワービジョン（第1回）、スウィッシュ・ジャパン（第1,2回）、八峯テレビ（第2回）
- 美術制作：廣田徳弘（ING）
- 美術進行：藤原涼（ING）
- デザイン：根本研二
- 大道具：石井直登（第1回）、藤崎百合馬（第2回）
- 電飾：中島光森（第2回）
- 電飾・装置：佐藤正光（第2回）
- 装飾：武田祥平（第1回）
- 特殊効果：小島尚（第2回）
- マルチビジョン：神倉鉄也（第1回）
- ヘアメイク：斉藤恵理子（第1回）
- メイク：高橋美帆（第2回）
- 編集：山崎岳史（ウェストレイクスタジオ ヒビノ関連会社 現在は閉業、第1回）、上梶拓也・伊藤英二（IMAGICA、上梶・伊藤→第2回）
- MA：吉沼秀夫（ウェストレイクスタジオ、第1回）、津田秀樹（IMAGICA、第2回）
- CG：木村啓作（第1回）、イマジカ、マックレイ（イマ・マック→第2回）
- 広報：松本実希子、佐藤佳則（テレビ朝日、松本→第1回、佐藤→第2回）
- 音効：小沼圭（TSP）
- TK：山沢啓子
- ロケ協力：高橋レーシング（第1 - 3回）、フォンテーヌ、石橋鉄也、シャイ企画、横浜サウナ・ニュージャパン、関内整形外科クリニック（フォン～関内→第1回）
- 企画協力：オフィス北野、ジャニーズ事務所
- AP：早瀬志都加、平出聡（K-max）
- ディレクター：長尾真、飯山直樹、土井聡司、三木康一郎、中山幹雄、岡村勝久、佐藤秀樹、岩崎光志（土井・中山・岡村→第1回のみ）
- プロデューサー：小西寛（K-max）、菱沼永司、山本隆司（テレビ朝日、山本→第1 - 2回）
- 演出：工藤浩之（K-max）
- チーフプロデューサー：澤將晃（テレビ朝日）
- 制作協力：K-max、ゼロクリエイト（ゼロ→第1回のみ）
- 制作著作：テレビ朝日